# EA Sports BIG
EA Sports BIG je zaštićeno ime pod vlasništvom tvrtke Electronic Arts od 2000. godine. Tvrtka služi za izdavanje sportskih videoigara na osnovi nerealističnih arkadnih igara. SSX je bila prva igra koju je izdao EA Sports BIG. Nijedna njihova igra zasad nije izašla za PC.

## Videoigre
| Igra                   | Platforme                                                        |
| ---------------------- | ---------------------------------------------------------------- |
| Def Jam Vendetta       | PlayStation 2, Gamecube, Xbox                                    |
| NBA Street             | PlayStation 2, Gamecube                                          |
| NBA Street Vol. 2      | PlayStation 2, Gamecube, Xbox                                    |
| NBA Street V3          | PlayStation 2, Gamecube, Xbox                                    |
| NBA Street Showdown    | PlayStation Portable                                             |
| NBA Street Homecourt   | PlayStation 3, Xbox 360                                          |
| FIFA Street            | PlayStation 2, Gamecube, Xbox                                    |
| FIFA Street 2          | PlayStation 2, Gamecube, Xbox, PlayStation Portable, Nintendo DS |
| FIFA Street 3          | PlayStation 3, Xbox 360, Nintendo DS                             |
| Freekstyle             | PlayStation 2, Gamecube                                          |
| NFL Street             | PlayStation 2, Gamecube, Xbox                                    |
| NFL Street 2           | PlayStation 2, Gamecube, Xbox                                    |
| NFL Street 2 Unleashed | PlayStation Portable                                             |
| NFL Street 3           | PlayStation 2, PlayStation Portable                              |
| NFL Tour               | PlayStation 3, Xbox 360                                          |
| Shox                   | PlayStation 2                                                    |
| Sled Storm             | PlayStation 2                                                    |
| SSX                    | PlayStation 2                                                    |
| SSX Tricky             | PlayStation 2, Gamecube, Xbox, Game Boy Advance                  |
| SSX 3                  | PlayStation 2, GameCube, Xbox, Game Boy Advance, Gizmondo        |
| SSX Out of Bounds      | N-Gage                                                           |
| SSX On Tour            | PlayStation 2, Gamecube, Xbox, PlayStation Portable              |
| SSX Blur               | Wii                                                              |

## Vanjske poveznice
- Službena stranica